# Shyrodes dohertyi
Shyrodes dohertyi is een keversoort uit de familie van de loopkevers (Carabidae). .